# Danh sách tập phim Pokémon: XY
Pocket Monsters: XY (ポケットモンスター エックスワイ) hay còn được biết với tên tại Mỹ, Việt Nam và các quốc gia khác Pokémon the Series: XY, là phần thứ năm trong xê-ri anime Pokémon  dựa trên dòng trò chơi điện tử Pokémon sáng lập bởi Tajiri Satoshi, cụ thể là Pokémon X và Y. Là phần kế tiếp sau Pokémon the Series: Black and White (Pokémon: Best Wishes). Được phát sóng từ 17 tháng 10 năm 2013 đến 10 tháng 11 năm 2016 tại Nhật Bản với chương XY và XY&Z gồm tổng cộng 142 tập. Kể về cuộc phiêu lưu của Satoshi và Pikachu khi họ khám phá vùng Kalos, giành được các huy hiệu trên đường đi để tham dự Giải Liên Minh Kalos, cùng với những người bạn mới là Citron (Shitoron), Yurika - em gái của Shitoron và Serena - người bạn thời thơ ấu của Satoshi ước mơ trở thành nhà trình diễn Pokémon. Nhóm khám phá ra Pokémon mới là Zygarde huyền thoại, sự kết hợp của Satoshi với Gekkouga và Tiến Hóa Mega bí ẩn, cũng như gặp Băng Ánh Lửa xấu xa với âm mưu tiêu diệt vùng Kalos và thế giới.
Tại Hoa Kỳ, xê-ri được trình chiếu từ ngày 18 tháng 1 năm 2014 đến 21 tháng 1 năm 2017 trên Cartoon Network sau khi xem trước hai tập đầu tiên vào ngày 19 tháng 10 năm 2013. Được chia thành ba mùa nhỏ bao gồm: XY (mùa 17: từ tập 802 đến tập 849), XY: Kalos Quest (mùa 18: từ tập 850 đến tập 894) và XYZ (mùa 19: từ tập 895 đến 941). Do các báo cáo về việc phát sóng phim Pokémon sẽ chuyển sang kênh Disney XD, mùa thứ 19 là mùa cuối cùng được phát sóng trên Cartoon Network ở Hoa Kỳ. Tại Việt Nam, 93 tập đầu tiên (chương XY) đã được phát sóng trên VTV2 từ ngày 28 tháng 9 năm 2015 đến ngày 8 tháng 12 năm 2016. Sau đó toàn bộ các tập đã phát trên VTV2 và các tập còn lại (chương XY&Z) được đăng tải trên YouTube POPS Kids từ 17 tháng 8 năm 2018 đến 27 tháng 2 năm 2019.

## Danh sách tập
| Lưu ý | Lưu ý | Lưu ý | Lưu ý | Lưu ý | Lưu ý |
| --- | ----- | ----- | ----- | ----- | ----- |
| Tên một số tập phim bằng tiếng Việt trong bài viết này không phải là tên chính thức do bản dịch phát hành tại Việt Nam không đảm bảo về độ chính xác và tính thống nhất |       |       |       |       |       |

### XY
| STT toàn xê-ri | STT trong XY | Tên tập phim | Ngày phát sóng gốc        | Ngày phát sóng tiếng Việt                  |
| -------------- | ------------ | --- | ------------------------- | ------------------------------------------ |
| 802            | 1            | "Tiến đến vùng đất Kalos! Ước mơ và cuộc thám hiểm bắt đầu!!" "Karosu-chihō ni Yattekita! Yume to Bōken no Hajimari!!" (カロス地方にやってきた！夢と冒険のはじまり！！)                                                         | 17 tháng 10 năm 2013      | 28 tháng 9 năm 2015-29 tháng 9 năm 2015    |
| 803            | 2            | "Tiến hóa Mega và tháp lăng kính!" "Mega Shinka to Purizumu Tawā!" (メガシンカとプリズムタワー！) | 17 tháng 10 năm 2013      | 30 tháng 9 năm 2015-1 tháng 10 năm 2015    |
| 804            | 3            | "Keromatsu đấu với Yayakoma! Trận chiến trên không!!" "Keromatsu Bui Esu Yayakoma! Kūchūkidō Batoru!!" (ケロマツVSヤヤコマ！空中機動バトル！！)                                                                                 | 24 tháng 10 năm 2013      | 2 tháng 10 năm 2015-3 tháng 10 năm 2015    |
| 805            | 4            | "Pikachu và Dedenne! Má hồng cọ xát!!" "Pikachū to Dedenne! Hoppesurisuri!!" (ピカチュウとデデンネ！ほっぺすりすり！！) | 31 tháng 10 năm 2013      | 5 tháng 10 năm 2015-6 tháng 10 năm 2015    |
| 806            | 5            | "Trận chiến nhà thi đấu Hakudan! Vũ điệu tuyệt vời của Viviyon!!" "Hakudan Jimu Sen! Kareinaru Bibiyon no Mai Batoru!!" (ハクダンジム戦！華麗なるビビヨンの舞バトル！！)                                                        | 7 tháng 11 năm 2013       | 7 tháng 10 năm 2015-8 tháng 10 năm 2015    |
| 807            | 6            | "Trận đấu trên băng ! Pikachu đấu với Viviyon!!" "Hyōjō Kessen! Pikachū Tai Bibiyon!!" (氷上決戦！ピカチュウVSビビヨン！！) | 14 tháng 11 năm 2013      | 9 tháng 10 năm 2015-10 tháng 10 năm 2015   |
| 808            | 7            | "Hãy tin tưởng Serena!? Cuộc đua Saihorn kỳ thú!" "Serena ni Omakase!? Gekisō Saihōn Rēsu!" (セレナにおまかせ！？激走サイホーンレース！)                                                                                        | 21 tháng 11 năm 2013      | 12 tháng 10 năm 2015-13 tháng 10 năm 2015  |
| 809            | 8            | "Nhà tạo mẫu tóc Pokémon và Trimmien!" "Pokemon Torimā to Trimmien!" (ポケモントリマーとトリミアン！) | 28 tháng 11 năm 2013      | 14 tháng 10 năm 2015-15 tháng 10 năm 2015  |
| 810            | 9            | "Tấn công nhà thi đấu Miare! Bí mật của Shitoron!!" "Miare Jimu Kōryaku! Shitoron no Himitsu!!" (ミアレジム攻略！シトロンの秘密！！)                                                                                            | 5 tháng 12 năm 2013       | 16 tháng 10 năm 2015-17 tháng 10 năm 2015  |
| 811            | 10           | "Harimaron đấu với Mega Mega Nyasu!!" "Harimaron Tai Mega Mega Nyāsu!!" (ハリマロンVSメガメガニャース！！) | 12 tháng 12 năm 2013      | 19 tháng 10 năm 2015-20 tháng 10 năm 2015  |
| 812            | 11           | "Cuộc truy đuổi trong rừng tre! Yancham và Goronda!!" "Chikurin no Tsuiseki! Yanchamu to Goronda!!" (竹林の追跡！ヤンチャムとゴロンダ！！)                                                                                      | 19 tháng 12 năm 2013      | 21 tháng 10 năm 2015-22 tháng 10 năm 2015  |
| 813            | 12           | "Bắt kẻ buôn lậu Pokémon! Chiến thuật hóa trang Kofuurai!!" "Pokemon Baiyā wo Tsukamero! Kofūrai Gisō Sakusen!!" (ポケモンバイヤーを捕まえろ！コフーライ偽装作戦！！)                                                           | 9 tháng 1 năm 2014        | 23 tháng 10 năm 2015-24 tháng 10 năm 2015  |
| 814            | 13           | "Nymphia đấu với Keromatsu! Náo loạn trường mẫu giáo!!" "Nymphia Tai Keromatsu! Yōchien wa Ōsawagi!!" (ニンフィアVSケロマツ！幼稚園は大さわぎ！)                                                                                | 16 tháng 1 năm 2014       | 26 tháng 10 năm 2015-27 tháng 10 năm 2015  |
| 815            | 14           | "Nơi trú mưa kì quái! Phát hiện Nyasu!!" "Bukimi na Amayadori! Nyasupā wa Miteita!!" (ぶきみな雨宿り！ニャスパーは見ていた！！)                                                                                                 | 30 tháng 1 năm 2014       | 28 tháng 10 năm 2015-29 tháng 10 năm 2015  |
| 816            | 15           | "Harimaron đấu với Mahoxy! Cuộc chiến giảm cân!?" "Harimaron Bui Esu Mafokushī! Daietto Batoru!?" (ハリマロンVSマフォクシー！ダイエットバトル！？)                                                                              | 6 tháng 2 năm 2014        | 30 tháng 10 năm 2015-31 tháng 10 năm 2015  |
| 817            | 16           | "Dedenne là Pichu, Pichu là Dedenne....!?" "Dedenne ga Pichū de Pichū ga Dedenne de...!?" (デデンネがピチューでピチューがデデンネで…！？)                                                                                       | 13 tháng 2 năm 2014       | 2 tháng 11 năm 2015-                       |
| 818            | 17           | "Keromatsu đấu với Gekogashira! Trận chiến Ninja!!" "Keromatsu Tai Gekogashira! Ninja Batoru!!" (ケロマツ対ゲコガシラ！忍者バトル！！)                                                                                          | 20 tháng 2 năm 2014       | 4 tháng 11 năm 2015-5 tháng 11 năm 2015    |
| 819            | 18           | "Đánh thức Kabigon! Trận đấu ở cung điện hương thơm!" "Kabigon o Okose! Parufamu Kyūden de Batoru Desu!!" (カビゴンを起こせ！パルファム宮殿でバトルです！！)                                                                    | 27 tháng 2 năm 2014       | 6 tháng 11 năm 2015-7 tháng 11 năm 2015    |
| 820            | 19           | "Âm mưu của Madame X! Sự đáng sợ của Calamanero!!" "Madamu Ekkusu no Inbō! Kyōfu no Karamanero!!" (マダムＸの陰謀！恐怖のカラマネロ！！)                                                                                        | 13 tháng 3 năm 2014       | 9 tháng 11 năm 2015-10 tháng 11 năm 2015   |
| 821            | 20           | "Trận chiến tại dinh thự! Viola đấu với Zakuro!!" "Chōsen Batoru Shatō! Biora Bui Esu Zakuro!!" (挑戦バトルシャトー！ビオラVSザクロ！！)                                                                                        | 20 tháng 3 năm 2014       | 11 tháng 11 năm 2015-12 tháng 11 năm 2015  |
| 822            | 21           | "Buổi ra mắt! Serena và Fokko!!" "Debyū desu! Serena to Fokko de Pokebijon!!" (デビューです！セレナとフォッコでポケビジョン！！)                                                                                                | 27 tháng 3 năm 2014       | 13 tháng 11 năm 2015-14 tháng 11 năm 2015  |
|                |              | "Sức mạnh tối thượng của tiến hóa Mega I" "Saikyō Mega Shinka ~Act I~" (最強メガシンカ～ActⅠ～) | 3 tháng 4 năm 2014        | 16 tháng 11 năm 2015-17 tháng 11 năm 2015  |
| 823            | 22           | "Câu vua cá chép hoàng kim!!" "Ōgon no Koikingu o Tsuriagero!!" (黄金のコイキングを釣り上げろ！！) | 10 tháng 4 năm 2014       | 18 tháng 11 năm 2015-19 tháng 11 năm 2015  |
| 824            | 23           | "Sự kết nối của cực quang! Amarus và Amaruruga!!" "Ōrora no Kizuna! Amarurusu to Amaruruga!!" (オーロラの絆！アマルスとアマルルガ！！)                                                                                          | 17 tháng 4 năm 2014       | 20 tháng 11 năm 2015-21 tháng 11 năm 2015  |
| 825            | 25           | "Trận chiến nhà thi đấu Shoyo! Pikachu đấu với Chigoras!!" "Shōyō Jimu-sen! Pikachū Tai Chigorasu!!" (ショウヨウジム戦！ピカチュウ対チゴラス！！)                                                                               | 24 tháng 4 năm 2014       | 25 tháng 11 năm 2015-26 tháng 11 năm 2015  |
| 826            | 26           | "Peroppafu và Peroream! "Trận đấu ngọt" nhưng không dễ dàng!?" "Peroppafu to Perorīmu!! Amai Tatakai wa Amakunai!?" (ペロッパフとペロリーム！！甘い戦いはあまくない！？)                                                        | 8 tháng 5 năm 2014        | 27 tháng 11 năm 2015-28 tháng 11 năm 2015  |
| 827            | 27           | "Flabebe và hoa tiên" "Furabebe to Yōsei no Hana" (フラベベと妖精の花！) | 15 tháng 5 năm 2014       | 30 tháng 11 năm 2015-1 tháng 12 năm 2015   |
| 828            | 28           | "Gặp gỡ nhà vô địch Karune! Mega Sirnight trong sương mù!" "Chanpion Karune Tōjō! Kiri no Naka no Mega Sānaito!!" (チャンピオン・カルネ登場！霧の中のメガサーナイト！！)                                                        | 22 tháng 5 năm 2014       | 2 tháng 12 năm 2015-3 tháng 12 năm 2015    |
| 829            | 29           | "Bất ngờ! Satoshi giả mạo xuất hiện" "Jajān! Nise Satoshi Arawareru!!" (ジャジャーン！ニセ サトシ現る！！) | 29 tháng 5 năm 2014       | 4 tháng 12 năm 2015-5 tháng 12 năm 2015    |
| 830            | 30           | "Corni và Lucario! Bí mật tiến hóa Mega" "Koruni to Rukario! Megashinka no Himitsu!!" (コルニとルカリオ！メガシンカの秘密！！)                                                                                                  | 29 tháng 5 năm 2014       | 7 tháng 12 năm 2015-8 tháng 12 năm 2015    |
| 831            | 31           | "Lucario đấu với Bursyamo! Hang động thử thách!!" "Rukario Tai Bashāmo! Shiren no Dōkutsu!!" (ルカリオＶＳバシャーモ！試練の洞窟！！)                                                                                           | 5 tháng 6 năm 2014        | 9 tháng 12 năm 2015-10 tháng 12 năm 2015   |
| 832            | 32           | "Mega Lucario đấu với Mega Lucario! Bão khí công!!" "Mega Rukario Tai Mega Rukario! Hadō no Arashi!!" (メガルカリオ対メガルカリオ！波導の嵐！！)                                                                                | 12 tháng 6 năm 2014       | 11 tháng 12 năm 2015-12 tháng 12 năm 2015  |
| 833            | 33           | "Kêu gọi sự thấu hiểu của tâm hồn! Hướng đến đặc tính của khí công!!" "Yobiau Kokoro! Hadō no Mukō e!!" (呼び合う心！波導のむこうへ！！)                                                                                        | 19 tháng 6 năm 2014       | 14 tháng 12 năm 2015-15 tháng 12 năm 2015  |
| 834            | 34           | "Mega Lucario đấu với Mega Kucheat! Sự liên kết Mega!!" "Mega Rukario Tai Mega Kuchīto! Megashinka no Kizuna!!" (メガルカリオ対メガクチート！メガシンカの絆！！)                                                                | 3 tháng 7 năm 2014        | 16 tháng 12 năm 2015-17 tháng 12 năm 2015  |
| 835            | 35           | "Nhà vô địch của rừng xanh! Gặp gỡ Luchabull!!" "Mori no Chanpion! Ruchaburu Tōjō!!" (森のチャンピオン！ルチャブル登場！！) | 10 tháng 7 năm 2014       | 18 tháng 12 năm 2015-19 tháng 12 năm 2015  |
| 836            | 36           | "Trận chiến trên không! Luchabull đấu với Fiarrow!!" "Sukai Batoru!? Ruchaburu Tai Faiarō!!" (スカイバトル！？ルチャブル対ファイアロー！！)                                                                                     | 24 tháng 7 năm 2014       | 21 tháng 12 năm 2015-22 tháng 12 năm 2015  |
| 837            | 37           | "Hang phản chiếu! Satoshi và Satoshi của vương quốc gương!" "Utsushimi no Dōkutsu! Kagami no Kuni no Satoshi to Satoshi!?" (うつしみの洞窟！鏡の国のサトシとサトシ！？)                                                         | 31 tháng 7 năm 2014       | 23 tháng 12 năm 2015-24 tháng 12 năm 2015  |
| 838            | 38           | "Ohrot của khu rừng ma quái!" "Ugomeku Mori no Ōrotto!" (蠢く森のオーロット！) | 7 tháng 8 năm 2014        | 25 tháng 12 năm 2015-26 tháng 12 năm 2015  |
| 839            | 39           | "Trại hè Pokémon gặp mặt bộ ba đối thủ" "Pokemon Samā Kyanpu! Raibaru Sanningumi Tōjō!!" (ポケモン・サマーキャンプ！ライバル三人組登場！！)                                                                                     | 14 tháng 8 năm 2014       | 28 tháng 12 năm 2015-29 tháng 12 năm 2015  |
| 840            | 40           | "Serena đấu với Sana! Cuộc đối đầu của những huấn luyện viên Pokémon chuyên nghiệp!" "Serena Bui Esu Sana! Pokebijon Taiketsu!!" (セレナＶＳサナ！ポケビジョン対決！！)                                                         | 21 tháng 8 năm 2014       | 30 tháng 12 năm 2015-1 tháng 1 năm 2016    |
| 841            | 41           | "Chữ X trong màn sương!" "Pokeentēringu! Kiri no Naka no Ekkusu!!" (ポケエンテーリング！霧の中のＸ！！) | 28 tháng 8 năm 2014       | 2 tháng 1 năm 2016-4 tháng 1 năm 2016      |
| 842            | 42           | "Đấu nhóm! Trận quyết chiến để vào đấu trường danh vọng!" "Chīmu Batoru! Dentōiri Kessen!!" (チームバトル！殿堂入り決戦！！) | 4 tháng 9 năm 2014        | 5 tháng 1 năm 2016-6 tháng 1 năm 2016      |
| 843            | 43           | "Tòa tháp chuyên gia! Lịch sử tiến hóa Mega" "Masutā Tawā! Megashinka no Rekishi!!" (マスタータワー！メガシンカの歴史！！) | 18 tháng 9 năm 2014       | 7 tháng 1 năm 2016-8 tháng 1 năm 2016      |
| 844            | 44           | "Trận chiến nhà thi đấu Shara! Pikachu đấu với Mega Lucario!!" "Shara Jimu Sen! Pikachū Bui Esu Mega Rukario!!" (シャラジム戦！ピカチュウVSメガルカリオ！！)                                                                    | 25 tháng 9 năm 2014       | 9 tháng 1 năm 2016-11 tháng 1 năm 2016     |
| 845            | 45           | "Shitoron đấu với Yurika! Trận đấu huynh đệ cùng Nyaonix!" "Shitoron Tai Yurīka!? Nyaonikusu de Kyōdai Batoru!!" (シトロン対ユリーカ！？ニャオニクスできょうだいバトル！！)                                                     | 2 tháng 10 năm 2014       | 12 tháng 11 năm 2016-13 tháng 1 năm 2016   |
| 846            | 46           | "Pukurin vụng về đấu với Bohmander tốc độ" "Dojikko Pukurin Bui Esu Bōsō Bōmanda!!" (どじっこプクリンVS暴走ボーマンダ！！) | 9 tháng 10 năm 2014       | 14 tháng 1 năm 2016-15 tháng 1 năm 2016    |
| 847            | 47           | "Serena và lần đầu thu phục! Fokko đấu với Yancham!!" "Serena, Hatsu Getto!? Yancham Bui Esu Fokko!!" (セレナ、初ゲット！？ヤンチャムVSフォッコ！！)                                                                            | 16 tháng 10 năm 2014      | 16 tháng 1 năm 2016-18 tháng 1 năm 2016    |
| 848            | 48           | "Shitoron và kỉ niệm trại hè! Cuộc hội ngộ chớp nhoáng!!" "Shitoron, Omoide no Kyanpasu! Dengeki no Saikai!!" (シトロン、想い出のキャンパス！電撃の再会！！)                                                                    | 23 tháng 10 năm 2014      | 19 tháng 1 năm 2016-20 tháng 1 năm 2016    |
| 849            | 49           | "Đội phòng vệ Lapras xuất phát! Cố lên Yurika!!" "Shutsudō Rapurasu Bōeitai! Yurīka Ganbaru!!" (出動ラプラス防衛隊！ユリーカがんばる！！)                                                                                       | 30 tháng 10 năm 2014      | 21 tháng 1 năm 2016-22 tháng 1 năm 2016    |
|                |              | "Sức mạnh tối thượng của Tiến hóa Mega II" "Saikyō Mega Shinka ~Act II~" (最強メガシンカ～Act Ⅱ～) | 6 tháng 11 năm 2014       | 23 tháng 1 năm 2016-25 tháng 1 năm 2016    |
| 850            | 50           | "Yancham hãy nhảy lên, hãy quyến rũ lên Fokko! Bước tiến cho ngày mai!!" "Odore Yancham, Misero Fokko! Ashita e no Suteppu!!" (踊れヤンチャム、魅せろフォッコ！明日へのステップ！！)                                            | 13 tháng 11 năm 2014      | 26 tháng 1 năm 2016-27 tháng 1 năm 2016    |
| 851            | 24           | "Lâu đài dưới đáy biển! Kuzumo và Dramidoro!!" "Kaitei no Shiro! Kuzumō to Dramidoro!!" (海底の城！クズモーとドラミドロ！！) | 20 tháng 11 năm 2014      | 23 tháng 11 năm 2015-24 tháng 11 năm 2015  |
| 852            | 51           | "Luchabull và Luchabull Bóng tối" "Ruchaburu to Dāku Ruchaburu!" (ルチャブルとダークルチャブル！) | 27 tháng 11 năm 2014      | 11 tháng 7 năm 2016-12 tháng 7 năm 2016    |
| 853            | 52           | "Thuật ninja đối kháng! Gekogashira đối đầu Gamenodes!!" "Ninpō Taiketsu! Gekogashira Tai Gamenodesu!!" (忍法対決！ゲコガシラ対ガメノデス！！)                                                                                  | 11 tháng 12 năm 2014      | 13 tháng 7 năm 2016-14 tháng 7 năm 2016    |
| 854            | 53           | "Sự quyết tâm của Serena! Đường đua Meikuru khốc liệt!" "Serena no Honki! Gekisō Mēkuru Rēsu!" (セレナの本気！激走メェークルレース！)                                                                                           | 18 tháng 12 năm 2014      | 18 tháng 7 năm 2016-19 tháng 7 năm 2016    |
| 855            | 54           | "Calamanero đối đầu Maaiika! Sự gắn kết sẽ cứu lấy thế giới!!" "Karamanero Tai Māīka! Kizuna wa Sekai o Sukuu!!" (カラマネロ対マーイーカ！絆は世界を救う！！)                                                                   | 25 tháng 12 năm 2014      | 20 tháng 7 năm 2016-21 tháng 7 năm 2016    |
| 856            | 55           | "Rồng yếu nhất!? Gặp gỡ Numera!!" "Saijaku no Doragon!? Numera Tōjō!!" (最弱のドラゴン！？ヌメラ登場！！) | 8 tháng 1 năm 2015        | 25 tháng 7 năm 2016-26 tháng 7 năm 2016    |
| 857            | 56           | "Cố lên Dedenne! Hãy vì Numera!!" "Dedenne Ganbaru! Numera no Tame ni!!" (デデンネがんばる！ヌメラのために！！) | 15 tháng 1 năm 2015       | 27 tháng 7 năm 2016-28 tháng 7 năm 2016    |
| 858            | 57           | "Vanipeti hoảng loạn! Băng tuyết trắng xóa!!" "Baniputchi Panikku! Howaitoauto wa Kōrigōri!!" (バニプッチ・パニック！ホワイトアウトはこおりごおり！！)                                                                          | 22 tháng 1 năm 2015       | 1 tháng 8 năm 2016-2 tháng 8 năm 2016      |
| 859            | 58           | "Trận chiến nhà thi đấu Hiyoku! Gekogashira đấu với Gogoat!!" "Hiyoku Jimu Sen! Gekogashira Bui Esu Gōgōto!!" (ヒヨクジム戦！ゲコガシラVSゴーゴート！！)                                                                        | 29 tháng 1 năm 2015       | 3 tháng 8 năm 2016-4 tháng 8 năm 2016      |
| 860            | 59           | "Satoshi và Serena lần đầu hẹn hò!? Cây tuyên thệ và món quà!!" "Satoshi to Serena Hatsu Dēto!? Chikai no Ki to Purezento!!" (サトシとセレナ初デート！？誓いの樹とプレゼント！！)                                               | 5 tháng 2 năm 2015        | 8 tháng 8 năm 2016-9 tháng 8 năm 2016      |
| 861            | 60           | "Hãy hướng đến nữ hoàng Kalos! Buổi ra mắt của Serena!!" "Mezase Karos Kwīn! Serena, Debyū Desu!!" (目指せカロスクィーン！セレナ、デビューです！！)                                                                             | 12 tháng 2 năm 2015       | 10 tháng 8 năm 2016-11 tháng 8 năm 2016    |
| 862            | 61           | "Trận quyết đấu vùng hoang dã! Hãy chiến đấu Numera!!" "Kōya no Kettō! Tatakae Numera!!" (荒野の決闘！戦えヌメラ！！) | 19 tháng 2 năm 2015       | 15 tháng 8 năm 2016-16 tháng 8 năm 2016    |
| 863            | 62           | "Hãy bảo vệ tương lai của khoa học! Mê cung điện năng!!" "Saiensu no Mirai o Mamore! Denki no Meikyū!!" (サイエンスの未来を守れ！電気の迷宮！！)                                                                                | 26 tháng 2 năm 2015       | 17 tháng 8 năm 2016-18 tháng 8 năm 2016    |
| 864            | 63           | "Lạc đường hay là con đường chia rẽ!? Musashi và Sonans!!" "Mayoimichi Wakaremichi!? Musashi to Sōnans!!" (迷い道は分かれ道！？ムサシとソーナンス！！)                                                                          | 5 tháng 3 năm 2015        | 22 tháng 8 năm 2016-23 tháng 8 năm 2016    |
| 865            | 64           | "Fokko đấu với Mahoxy! Trận so tài biểu diễn tuyệt đẹp!!" "Fokko VS Mafokushī! Karei Naru Pafōmansu Batoru!!" (はフォッコVSマフォクシー！華麗なるパフォーマンスバトル！！)                                                      | ngày 12 tháng 3 năm 2015  | 24 tháng 8 năm 2016-25 tháng 8 năm 2016    |
|                |              | "Sức mạnh tối thượng của Tiến Hóa Mega III" "Saikyō Mega Shinka ~Act III~" (最強メガシンカ～Act Ⅲ～) | ngày 19 tháng 3 năm 2015  | 29 tháng 8 năm 2016-30 tháng 8 năm 2016    |
| 866            | 65           | "Gặp gỡ Kameil, Raichu, Numeil nỗ lực hết mình!" "Kamēru, Raichuu Tōjō! Numeiru Ganbaru!!" (カメール、ライチュウ登場！ヌメイルがんばる！！)                                                                                     | ngày 26 tháng 3 năm 2015  | 31 tháng 8 năm 2016-1 tháng 9 năm 2016     |
| 867            | 66           | "Mạng lưới điều tra thành phố Miare! Robot Shitoroi đấu với robot Shitoroi bóng tối!!" "Miare Shiti Sōsasen! Shitoroido tai Burakku Shitoroido!!" (ミアレシティ走査線！シトロイド対ブラック・シトロイド！！)                    | ngày 2 tháng 4 năm 2015   | 5 tháng 9 năm 2016-6 tháng 9 năm 2016      |
| 868            | 67           | "Trận chiến nhà thi đấu Miare! Satoshi đấu với Shitoron!!" "Miare Jimu Sen! Satoshi VS Shitoron!!" (ミアレジム戦！サトシVSシトロン！！)                                                                                         | ngày 9 tháng 4 năm 2015   | 7 tháng 9 năm 2016-8 tháng 9 năm 2016      |
| 869            | 68           | "Âm mưu vào tiến hóa Mega! Sự gắn bó của Gaburias!!" "Neraware ta Megashinka! Gaburiasu no Kizuna!!" (狙われたメガシンカ！ガブリアスの絆！！)                                                                                   | ngày 16 tháng 4 năm 2015  | 12 tháng 9 năm 2016-13 tháng 9 năm 2016    |
| 870            | 69           | "Trận chiến vùng đầm lầy! Numelgon đấu với Florges!!" "Shicchi tai no Tatakai! Numerugon tai Furājesu!!" (湿地帯の戦い！ヌメルゴン対フラージェス！！)                                                                           | ngày 23 tháng 4 năm 2015  | 14 tháng 9 năm 2016-15 tháng 9 năm 2016    |
| 871            | 70           | "Sự quyết định của Numerugon! Hướng về cầu vồng!!" "Kecchaku! Numerugon Niji no Kanata e!!" (決着！ヌメルゴン虹の彼方へ！！) | ngày 30 tháng 4 năm 2015  | 19 tháng 9 năm 2016-20 tháng 9 năm 2016    |
| 872            | 71           | "Sự xui xẻo tồi tệ! Yurika đấu với Nyasu!!" "Unsei Saiaku? Yurīka tai Nyāsu!!" (運勢最悪? ユリーカ対ニャース！！) | ngày 7 tháng 5 năm 2015   | 21 tháng 9 năm 2016-22 tháng 9 năm 2016    |
| 873            | 72           | "Lòng hiếu khách của ngôi nhà đáng sợ!!" "Kowaiie no Omotenashi!" (こわいイエのおもてなし！) | ngày 14 tháng 5 năm 2015  | 26 tháng 9 năm 2016-27 tháng 9 năm 2016    |
| 874            | 73           | "Trận đấu tại buổi biểu diễn thời trang! Tatsubay đấu với Shushupu!!" "Fasshonshō de Batoru desu! Tatsubei VS Shushupu!!" (ファッションショーでバトルです！タツベイVSシュシュプ！！)                                            | ngày 21 tháng 5 năm 2015  | 28 tháng 9 năm 2016-29 tháng 9 năm 2016    |
| 875            | 74           | "Trận chiến nhà thi đấu Kunoe! Cạm bẫy của tiên xinh đẹp!!" "Kunoe Jimu Sen! Utsukushiki Fearī no Wana! !" (クノエジム戦！美しきフェアリーの罠！！)                                                                             | ngày 28 tháng 5 năm 2015  | 3 tháng 10 năm 2016- 4 tháng 10 năm 2016   |
| 876            | 75           | "Kì phùng địch thủ và 3 trận phân thắng bại! Hướng đến ngày mai!!" "Raibaru Batoru San hon Shōbu! Ashita ni Mukatte!!" (ライバルバトル３本勝負！ 明日に向かって！！)                                                            | ngày 4 tháng 6 năm 2015   | 5 tháng 10 năm 2016- 6 tháng 10 năm 2016   |
| 877            | 76           | "Gió, trứng và Onbat" "Kaze to Tamago to Onbat!" (風とタマゴとオンバット！) | ngày 11 tháng 6 năm 2015  | 10 tháng 10 năm 2016- 11 tháng 10 năm 2016 |
| 878            | 77           | "Thử sức với đường bay tiếp sức Pokémon! Cố lên, Onbatto!!" "Chōsen Pokemon Sukai Rirē! Tobe, Onbatto!!" (挑戦ポケモンスカイリレー！飛べ、オンバット！！)                                                                       | ngày 18 tháng 6 năm 2015  | 12 tháng 10 năm 2016- 13 tháng 10 năm 2016 |
| 879            | 78           | "Pikachu là ngôi sao!? Tham gia đóng phim!?" "Pikachu no dokidoki NG taishō" (ピカチュウはスター！？映画デビュー！! How to ピカチュウ・ザ・ムービー！よーい！アクション！！ 迅雷のヒーロー！スーパーピカチュウ！！)             | 18 tháng 6 năm 2015       | 17 tháng 10 năm 2016- 18 tháng 10 năm 2016 |
| 880            | 79           | "Quyết đấu tại nhà máy chế tạo bóng chứa Pokémon! Pikachu đấu với Nyasu!!" "Gekitō Monsutā Bōru Kōjō! Pikachuu VS Nyāsu!!" (激闘モンスターボール工場！ピカチュウVSニャース！！)                                                 | ngày 25 tháng 6 năm 2015  | 19 tháng 10 năm 2016- 20 tháng 10 năm 2016 |
| 881            | 80           | "Tairenar và Yancham! Hãy biểu diễn ngọn lửa quyến rũ!!" "Tērunā to Yanchamu!! Misero Honoo no Pafōmansu!!" (テールナーとヤンチャム！！魅せろ炎のパフォーマンス！！)                                                            | ngày 2 tháng 7 năm 2015   | 24 tháng 10 năm 2016- 25 tháng 10 năm 2016 |
| 882            | 81           | "Vượt qua thời gian Satoshi! Ước nguyện của Rotom!!" "Toki o Kakeru Satoshi! Rotom no Negai!!" (時をかけるサトシ！ロトムの願い！！)                                                                                             | ngày 9 tháng 7 năm 2015   | 26 tháng 10 năm 2016- 27 tháng 10 năm 2016 |
| 883            | 82           | "Lễ hội Pumpjin! Tạm biệt Bakeccha!?" "Panpujin Fesutibaru! Sayonara Bakeccha!?" (パンプジンフェスティバル！さよならバケッチャ！?)                                                                                              | ngày 23 tháng 7 năm 2015  | 31 tháng 10 năm 2016- 1 tháng 11 năm 2016  |
| 884            | 83           | "Vượt qua núi tuyết! Mammoo và Yukinooh!!" "Yukiyama o Koete! Manmū to Yukino ō!!" (雪山をこえて！マンムーとユキノオー！！) | ngày 30 tháng 7 năm 2015  | 2 tháng 11 năm 2016- 3 tháng 11 năm 2016   |
| 885            | 84           | "Harimaron! Những việc vặt đầu tiên!!" "Harimaron! Hajimete no o Tsukai!!" (ハリマロン ！はじめてのつかい！！) | ngày 13 tháng 8 năm 2015  | 7 tháng 11 năm 2016- 8 tháng 11 năm 2016   |
| 886            | 85           | "Nhánh cây gãy, trái tim vỡ! Cảm xúc mạnh mẽ của Tairenar!!" "Ore ta sae Ore ta Kokoro! Tērunā no Tsuyoki Omoi!!" (折れた小枝、折れた心！テールナーの強い思い！！)                                                              | ngày 20 tháng 8 năm 2015  | 9 tháng 11 năm 2016- 10 tháng 11 năm 2016  |
| 887            | 86           | "Cơ hội chụp ảnh Fire! Hãy chụp hình huyền thoại!!" "Shattā Chansu wa Faiyā! Densetsu o Tore!!" (シャッターチャンスはファイヤー ！伝説を撮れ！！)                                                                               | ngày 27 tháng 8 năm 2015  | 14 tháng 11 năm 2016- 15 tháng 11 năm 2016 |
| 888            | 87           | "Sự ân cần của Yurika! Chigoras mít ướt!!" "Yurīka Osewa desu! Amaenbō no Chigoras!!" (ユリーカお世話です！甘えん坊のチゴラス！！)                                                                                              | ngày 10 tháng 9 năm 2015  | 16 tháng 11 năm 2016- 17 tháng 11 năm 2016 |
| 889            | 88           | "Đoàn tàu kí ức! Shitoron và Horubee!!" "Tsuioku no Torein! Shitoron to Horubī!!" (追憶のトレイン！シトロンとホルビー！！) | ngày 17 tháng 9 năm 2015  | 21 tháng 11 năm 2016- 22 tháng 11 năm 2016 |
| 890            | 89           | "Eievui nhút nhát!? Thu phục tại vườn hoa!!" "ībui wa Hito Mishiri!? Ohanabatake de Tsukamae te!!" (イーブイはひとみしり！？お花畑でつかまえて！！)                                                                             | ngày 24 tháng 9 năm 2015  | 23 tháng 11 năm 2016- 24 tháng 11 năm 2016 |
| 891            | 90           | "Trận đấu đôi là trận đấu của tình bạn? Eievui lần đầu tham chiến!" "Taggu batoru wa Yūjō Batoru! ībui Hatsu Sansen!!" (タッグバトルは友情バトル！イーブイ初参戦！！)                                                           | ngày 1 tháng 10 năm 2015  | 28 tháng 11 năm 2016- 29 tháng 11 năm 2016 |
| 892            | 91           | "Điệu nhảy vui nhộn là sau chương trình đố vui? Cuộc thi trình diễn Pokémon Hyakoku !" "Happī Dansu wa Kuizu no Ato de!? Toraipokaron Hyakkoku Taikai!!" (ハッピーダンスはクイズのあとで！？トライポカロン・ヒャッコク大会！！) | ngày 8 tháng 10 năm 2015  | 30 tháng 11 năm 2016- 1 tháng 12 năm 2016  |
| 893            | 92           | "Kalos nguy hiểm! Trận chiến đồng hồ mặt trời khổng lồ!"！巨大日時計の戦い！！ "Karosu no Kiki! Kyodai Hidokei no Tatakai!!" | 15 tháng 10 năm 2015      | 5 tháng 12 năm 2016- 6 tháng 12 năm 2016   |
| 894            | 93           | "Thi đấu cặp tại nhà thi đấu Hyakkoku! Khả năng dự báo tương lai của Gojika!" "Hyakkokujimu no Daburu Batoru! Gojika no Mirai Yochi!!" (ヒャッコクジムのダブルバトル！ゴジカの未来予知!!)                                       | ngày 22 tháng 10 năm 2015 | 7 tháng 12 năm 2016- 8 tháng 12 năm 2016   |
| —              | —            | "Sức mạnh tối thượng của Tiến Hóa Mega IV" "Saikyō Mega Shinka ~Act IV~" (最強メガシンカ～Act IV～) | 29 tháng 10 năm 2015      | 21 tháng 12 năm 2018                       |

### XY&Z
| STT       | STT            | Tên tập phim | Ngày phát sóng       | Ngày phát sóng       |
| STT chính | STT theo xê-ri | Tên tập phim | Gốc                  | Tiếng Việt           |
| --------- | -------------- | --- | -------------------- | -------------------- |
| 895       | 94             | "Z ra đời! Kẻ ẩn nấp ở Kalos!!" "Z Sakeru Itsuwaru！Karosu ni Hisomu Mono!!" (Z爆誕！カロスに潜む者！！) | 29 tháng 10 năm 2015 | 22 tháng 12 năm 2018 |
| 896       | 95             | "Hariborg máu lửa! Bé Puni bị truy đuổi!!" "Nekketsu Haribōgu! Nerawareta Puni-chan!!" (熱血ハリボーグ！狙われたプニちゃん！！)                                                                                   | 5 tháng 11 năm 2015  | 23 tháng 12 năm 2018 |
| 897       | 96             | "Mega Tabunne và Giga Giga Nyasu!!" "Mega Tabunne VS Giga Giga Nyāsu!!" (メガタブンネVSギガギガニャース！！) | 12 tháng 11 năm 2015 | 26 tháng 12 năm 2018 |
| 898       | 97             | "Shishiko và Kaenjishi! Hành trình đầy lửa!!" "Shishiko to Kaenjishi! Honō no tabidachi!!" (シシコとカエンジシ！炎の旅立ち！！)                                                                                   | 19 tháng 11 năm 2015 | 27 tháng 12 năm 2018 |
| 899       | 98             | "Pikachu, nhìn vào giấc mơ của bé Puni!" "Pikachu, Puni-chan no yume wo miru!" (ピカチュウ、プニちゃんの夢を見る！)                                                                                               | 26 tháng 11 năm 2015 | 28 tháng 12 năm 2018 |
| 900       | 99             | "Chào mừng đến làng Ninja! Truyền thuyết về Gekkouga anh dũng!!" "Yōkoso ninja-mura e! Eiyū Gekkouga no densetsu!!" (ようこそ忍者村へ！英雄ゲッコウガの伝説！！)                                                  | 3 tháng 12 năm 2015  | 29 tháng 12 năm 2018 |
| 901       | 100            | "Quyết chiến tại làng Ninja! Gekogashira đấu với Kirikizan!!" "Ninja-mura kessen! Gekogashira tai Kirikizan!!" (忍者村決戦！ゲコガシラ対キリキザン！！)                                                           | 10 tháng 12 năm 2015 | 30 tháng 12 năm 2018 |
| 902       | 101            | "Khiêu vũ đi Eievui! Màn ra mắt tại cuộc thi trình diễn Pokemon!!" "Odore ībui! Toraipokaron debyū! !" (踊れイーブイ！トライポカロン･デビュー！！)                                                                | 17 tháng 12 năm 2015 | 2 tháng 1 năm 2019   |
| 903       | 102            | "Gặp gỡ tại Động Kết Thúc! Z bí ẩn hành động!!" "Tsui no Dōkutsu! Ugokidashita Z no Nazo!!" (ついの洞窟！動き出したZの謎！！)                                                                                     | 24 tháng 12 năm 2015 | 3 tháng 1 năm 2019   |
| 904       | 103            | "Yurika và bé Puni!" "Yurīka to punichan!" (ユリーカとプニちゃん！) | 14 tháng 1 năm 2016  | 4 tháng 1 năm 2019   |
| 905       | 104            | "Onbat và Flaette! Cuộc gặp bất ngờ trong gió!!" "Onbatto to Furaette! Kaze no naka no meguriai!!" (オンバットとフラエッテ！風の中のめぐりあい！！)                                                               | 21 tháng 1 năm 2016  | 5 tháng 1 năm 2019   |
| 906       | 105            | "Satoshi và Serena! Thu phục tại buổi khiêu vũ!!" "Satoshi to Serena! Dansu pāti de getto da ze!!" (サトシとセレナ！ダンスパーティでゲットだぜ！！)                                                               | 28 tháng 1 năm 2016  | 6 tháng 1 năm 2019   |
| 907       | 106            | "Trận chiến Mega mạnh nhất! Gekkouga đấu Mega Lizardon!!" "Saikyou mega batoru! Gekkouga VS Mega Rizadon!!" (最強メガバトル！ゲッコウガＶＳメガリザードン！！)                                                    | 4 tháng 2 năm 2016   | 9 tháng 1 năm 2019   |
| 908       | 107            | "Thần lực mặt đất bạo liệt! Tác chiến thâu tóm Zygarde!!" "Kōya no Burigaron! Ki wo ueru Robon!!" (爆裂グランドフォース！ジガルデ捕獲作戦！！)                                                                    | 11 tháng 2 năm 2016  | 10 tháng 1 năm 2019  |
| 909       | 108            | "Brigarron hoang dã! Robon trồng cây!!" "Kōya no Burigaron! Ki wo ueru Robon!!" (荒野のブリガロン！木を植えるロボン！！)                                                                                          | 18 tháng 2 năm 2016  | 11 tháng 1 năm 2019  |
| 910       | 109            | "Huấn luyện cấp bậc thầy! Serena sẽ làm gì!?" "Masutākurasu e no shiren! Do usu ru serena! ?" (マスタークラスへの試練！どうするセレナ！？)                                                                        | 25 tháng 2 năm 2016  | 12 tháng 1 năm 2019  |
| 911       | 110            | "Thunder và Onvern! Tia chớp phẫn nộ!!" "Sandā to Onbān! Ikari no raigeki!!" (サンダーとオンバーン！怒りの雷撃！！)                                                                                               | 3 tháng 3 năm 2016   | 13 tháng 1 năm 2019  |
| 912       | 111            | "Bên trái và bên phải! Kametete của trái tim rung động!!" "Refuto to raito! Yureru kokoro no Kametete!!" (レフトとライト！揺れる心のカメテテ！！)                                                                 | 10 tháng 3 năm 2016  | 16 tháng 1 năm 2019  |
| 913       | 112            | "Cấp bậc thầy khai mạc! Trận chiến kịch liệt nảy lửa của các cô gái!!" "Masutā Kurasu kaimaku! Hibana chiru otome no gekitō!!" (マスタークラス開幕！火花散る乙女の激闘！！)                                       | 17 tháng 3 năm 2016  | 17 tháng 1 năm 2019  |
| 914       | 113            | "Elle và Serena! Cánh cửa mở ra tương lai!!" "Eru VS Serena! Ake mirai e no tobira!!" (エルVSセレナ！開け未来への扉！！)                                                                                          | 24 tháng 3 năm 2016  | 18 tháng 1 năm 2019  |
| 915       | 114            | "Cô dâu của Citron!? Lời đề nghị đường đột của Yurika!!" "Shitoron no hanayome!? Yurīka no shirubupurei panikku!!" (シトロンの花嫁！？ユリーカのシルブプレパニック！！)                                           | 7 tháng 4 năm 2016   | 19 tháng 1 năm 2019  |
| 916       | 115            | "Serena trở thành Satoshi! Quyết đấu với Pikachu mạnh nhất!!" "Serena, Satoshi ni naru! Saikyō Pikachū taiketsu!!" (セレナ、サトシになる！最強ピカチュウ対決！！)                                                 | 14 tháng 4 năm 2016  | 20 tháng 1 năm 2019  |
| 917       | 116            | "Satoshi và Alan! Gekkouga tái đấu Mega Lizardon!!" "Satoshi to Aran! Gekkouga VS Mega Rizādon futatabi!!" (サトシとアラン！ゲッコウガＶＳメガリザードンふたたび！！)                                             | 21 tháng 4 năm 2016  | 23 tháng 1 năm 2019  |
| 918       | 117            | "Lời nguyền của khu rừng và Bokurei trắng!" "Mori no noroi to shiroi Bokurē!" (森の呪いと白いボクレー！) | 28 tháng 4 năm 2016  | 24 tháng 1 năm 2019  |
| 919       | 118            | "Satoshi đấu với Nhà vô địch Karune và Mega Sirnight" "Satoshi tai chanpion Karune! VS Mega Sānaito!!" (サトシ対チャンピオン・カルネ！VSメガサーナイト！！)                                                       | 5 tháng 5 năm 2016   | 25 tháng 1 năm 2019  |
| 920       | 119            | "Quyết đấu với đối thủ! Satoshi đấu với Shota!!" "Raibaru taiketsu! Satoshi VS Shōta!!" (ライバル対決！サトシVSショータ！！)                                                                                      | 12 tháng 5 năm 2016  | 26 tháng 1 năm 2019  |
| 921       | 120            | "Trận chiến tại nhà thi đấu Eisetsu! Sân đấu băng giá!!" "Eisetsu Jimu Sen! Kōri no batorufīrudo!!" (エイセツジム戦！氷のバトルフィールド！！)                                                                    | 19 tháng 5 năm 2016  | 27 tháng 1 năm 2019  |
| 922       | 121            | "Lạc lối trong rừng rậm… Tiến hóa lúc bình minh!" "Mayoi no Mori...Shinka no Yoake!!" (迷いの森・・・進化の夜明け！)                                                                                              | 26 tháng 5 năm 2016  | 30 tháng 1 năm 2019  |
| 923       | 122            | "Satoshi - Gekkouga đấu với Mega Yukinooh! Phi tiêu sóng nước khổng lồ xuất kích!!" "Satoshi-Gekkouga VS Mega Yukinō'o!! Hatsudō kyodai mizu shuriken!!" (サトシゲッコウガVSメガユキノオー！発動巨大水手裏剣！！) | 2 tháng 6 năm 2016   | 31 tháng 1 năm 2019  |
| 924       | 123            | "Tìm kiếm Melecie! Numelgon và Dedenne!!" "Mereshī o sagase! Numerugon to deden'ne!!" (メレシーを探せ！ヌメルゴンとデデンネ！！)                                                                                  | 9 tháng 6 năm 2016   | 1 tháng 2 năm 2019   |
| 925       | 124            | "Náo loạn ở lễ hội Karakuri!" "Bakunetsu no Kikō Fesutibaru!" (爆熱の機巧（からくり）フェスティバル！！) | 16 tháng 6 năm 2016  | 2 tháng 2 năm 2019   |
| 926       | 125            | "Khai mạc giải Liên Minh Kalos! Mega Lizardon đối đầu X và Y!!" "Karosu Rīgu kaimaku ! Mega-Rizādon Taikestu X tai Y!!" (カロスリーグ開幕！メガリザードン対決・X対Y！！)                                          | 30 tháng 6 năm 2016  | 3 tháng 2 năm 2019   |
| 927       | 126            | "Mega Jukain quyết đấu Raichu! Thu thập kinh nghiệm!!" "Mega-Jukain tai Raichu ! Keikenchi Itadakimasu!!" (メガジュカイン対ライチュウ！経験値いただきます！！)                                                    | 7 tháng 7 năm 2016   | 6 tháng 2 năm 2019   |
| 928       | 127            | "Trận bán kết! Satoshi đấu với Shota!!" "Jun Kesshō Furu Batoru! Satoshi tai Shota!!" (準決勝フルバトル！サトシ対ショータ！！)                                                                                    | 21 tháng 7 năm 2016  | 7 tháng 2 năm 2019   |
| 929       | 128            | "Quyết chiến đối thủ! Satoshi-Gekkouga đối đầu Mega Jukain!!" "Raibaru Kessen! Satoshi Gekkouga tai Mega-Jukain!!" (ライバル決戦！サトシゲッコウガVSメガジュカイン！！)                                           | 28 tháng 7 năm 2016  | 8 tháng 2 năm 2019   |
| 930       | 129            | "Cuộc chiến khốc liệt ở giải Liên Minh Kalos! Tập hợp tất cả cảm xúc cuồng nhiệt!!" "Gekitō Karosu Rīgu! Tsudoe, Subete no Atsuki Omoi yo!!" (激闘カロスリーグ！集え、すべての熱き想いよ！)                       | 4 tháng 8 năm 2016   | 9 tháng 2 năm 2019   |
| 931       | 130            | "Trận chung kết! Satoshi đấu với Alan!!" "Kesshōsen! Satoshi tai Aran!!" (決勝戦！サトシ対アラン！！) | 11 tháng 8 năm 2016  | 10 tháng 2 năm 2019  |
| 932       | 131            | "Vô địch giải Liên Minh Kalos! Trận chiến tuyệt vời nhất của Satoshi!!" "Karosu Rīgu Yūshō! Satoshi Chōjō Kessen!!" (カロスリーグ優勝！サトシ頂上決戦！！)                                                        | 18 tháng 8 năm 2016  | 13 tháng 2 năm 2019  |
| 933       | 132            | "Băng Ánh Lừa tập kích! Zygarde ở tháp lăng kính!!" "Shūgeki Furea-dan! Purizumu Tawā no Jigarude!!" (襲撃フレア団！プリズムタワーのジガルデ！！)                                                                 | 25 tháng 8 năm 2016  | 14 tháng 2 năm 2019  |
| 934       | 133            | "Trận quyết chiến giữa Zygarde và Zygarde! Hủy diệt thế giới!!" "Shōgeki Jigarude tai Jigarude! Kowareyuku Sekai!!" (衝撃ジガルデ対ジガルデ！壊れゆく世界！！)                                                    | 1 tháng 9 năm 2016   | 15 tháng 2 năm 2019  |
| 935       | 134            | "Đột kích nhà thi đấu Miare! Mãi mãi là Robot Shitoroi!!" "Totsugeki Miare-Jimu! Shitoroido yo Eien ni!!" (突撃ミアレジム！シトロイドよ永遠に！！)                                                                | 8 tháng 9 năm 2016   | 16 tháng 2 năm 2019  |
| 936       | 135            | "Cự thạch tấn công! Tuyến phòng ngự Kalos!!" "Shingeki suru kyoseki! Karosu bōei-sen!!" (進撃する巨石！カロス防衛線！！)                                                                                          | 15 tháng 9 năm 2016  | 17 tháng 2 năm 2019  |
| 937       | 136            | "Zygarde phản kích! Trận chiến cuối cùng ở Kalos!!" "Hangeki no Jigarude! Karosu saishū kessen!!" (反撃のジガルデ！カロス最終決戦！！)                                                                            | 15 tháng 9 năm 2016  | 20 tháng 2 năm 2019  |
| 938       | 137            | "Bắt đầu bằng con số 0! Quyết định của Shitoron!!" "Hajimari wa zero! Shitoron no ketsudan!!" (はじまりはゼロ！シトロンの決断！！)                                                                                | 6 tháng 10 năm 2016  | 21 tháng 2 năm 2019  |
| 939       | 138            | "Satoshi và trận chiến cuối cùng! Sự lựa chọn của Serena" (サトシとラストバトル！セレナの選択！！) | 13 tháng 10 năm 2016 | 22 tháng 2 năm 2019  |
| 940       | 139            | "Tạm biệt Satoshi-Gekkouga! Kuseroshiki phản công!!" "Saraba Satoshi-Gekkouga! Kuseroshiki no Gyakushū!!" (さらばサトシゲッコウガ！クセロシキの逆襲)                                                              | 20 tháng 10 năm 2016 | 23 tháng 2 năm 2019  |
| 941       | 140            | "Con số 0 không hồi kết! Hẹn ngày gặp lại!!" "Owarinaki Zero! Mata au hi made!!" (終わりなきゼロ！ また逢う日まで！！)                                                                                            | 27 tháng 10 năm 2016 | 24 tháng 2 năm 2019  |
| —         | —              | "Truyền thuyết về XYZ" "XYZ no densetsu!" (ＸＹＺの伝説！) | 3 tháng 11 năm 2016  | 27 tháng 2 năm 2019  |
| —         | —              | "Hai người mạnh nhất! Shitoron và Dento!!" "Saikyō no futari! Citron to Dent!!" (最強の二人！シトロンとデント！！)                                                                                                | 10 tháng 11 năm 2016 | Không phát sóng      |